# Afroaltica
Afroaltica (лат.) — род жуков-листоедов (Chrysomelidae) из трибы земляные блошки (Alticini, Galerucinae). 2 вида. Южная Африка (ЮАР: Квазулу-Натал, Лимпопо, Мпумаланга). Обладают прыгательными задними ногами с утолщёнными бёдрами. Усики 11-члениковые (сегменты 8-11 крупнее остальных). Пронотум выпуклый (передние края округлённые), голени средних и задних ног отчётливо увеличиваются от основания к вершине. Вид Afroaltica subaptera питается растениями семейства злаковых (Gramineae).
- Afroaltica subaptera Biondi & D’Alessandro, 2007[1]
- Afroaltica parvula D’Alessandro & Biondi, 2011[3]